# 尚之信

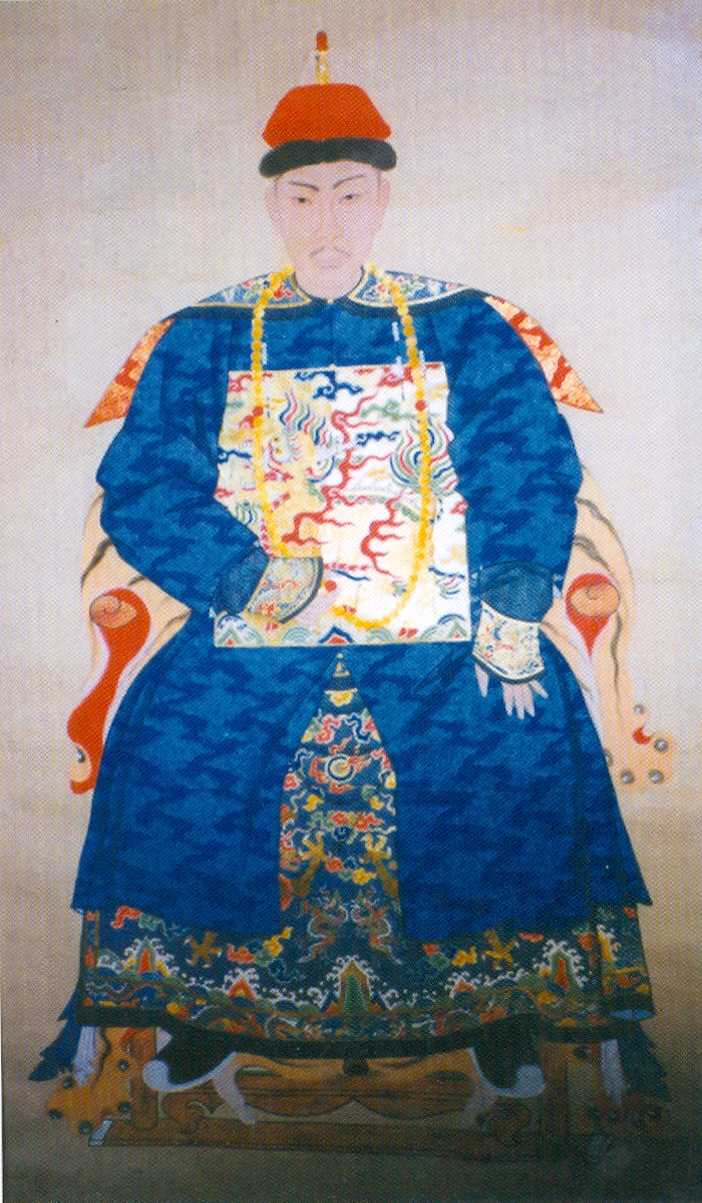
尚之信

尚 之信（しょう ししん、崇徳元年7月2日（1636年8月2日） - 康熙19年閏8月17日（1680年10月9日））は、清朝の三藩の軍人。字は徳符、白岩と号した。尚可喜の次男。兄は尚之忠（伯父の尚可進の養子）。弟は尚之孝（尚崇坦の父）・尚之隆・尚之節・尚之璜・尚之瑛・尚之璋。子は尚崇謐・尚崇諫。妻は耿精忠の姉妹の耿氏。

## 概要
康熙12年（1673年）に、父の尚可喜は、故郷の地（遼東）に帰るため、平南王の爵位と広東の地を子の尚之信に継がせようと願い出た。しかし、これに対して清朝廷は詔を出して尚之信ら三藩を廃止しようとした。
呉三桂と義兄弟の耿精忠は軍隊を出し、尚之信はそれに呼応した。康煕15年（1676年）、挙兵に反対した父の尚可喜を軟禁し、まもなく父が死去すると、清に投降して、清軍とともに呉三桂を攻撃した。康熙18年（1679年）、康熙帝は三藩を平定して、尚之信の軍権を削ぎ弱体化させた。康熙19年（1680年）秋8月に、康熙帝は、反逆の心ありと疑い、閏8月に尚之信とその子の尚崇謐を逮捕して北京に連行して、処刑させたとも、自殺を命じた（賜死）ともいわれる。享年45。